# Betonwerkstein

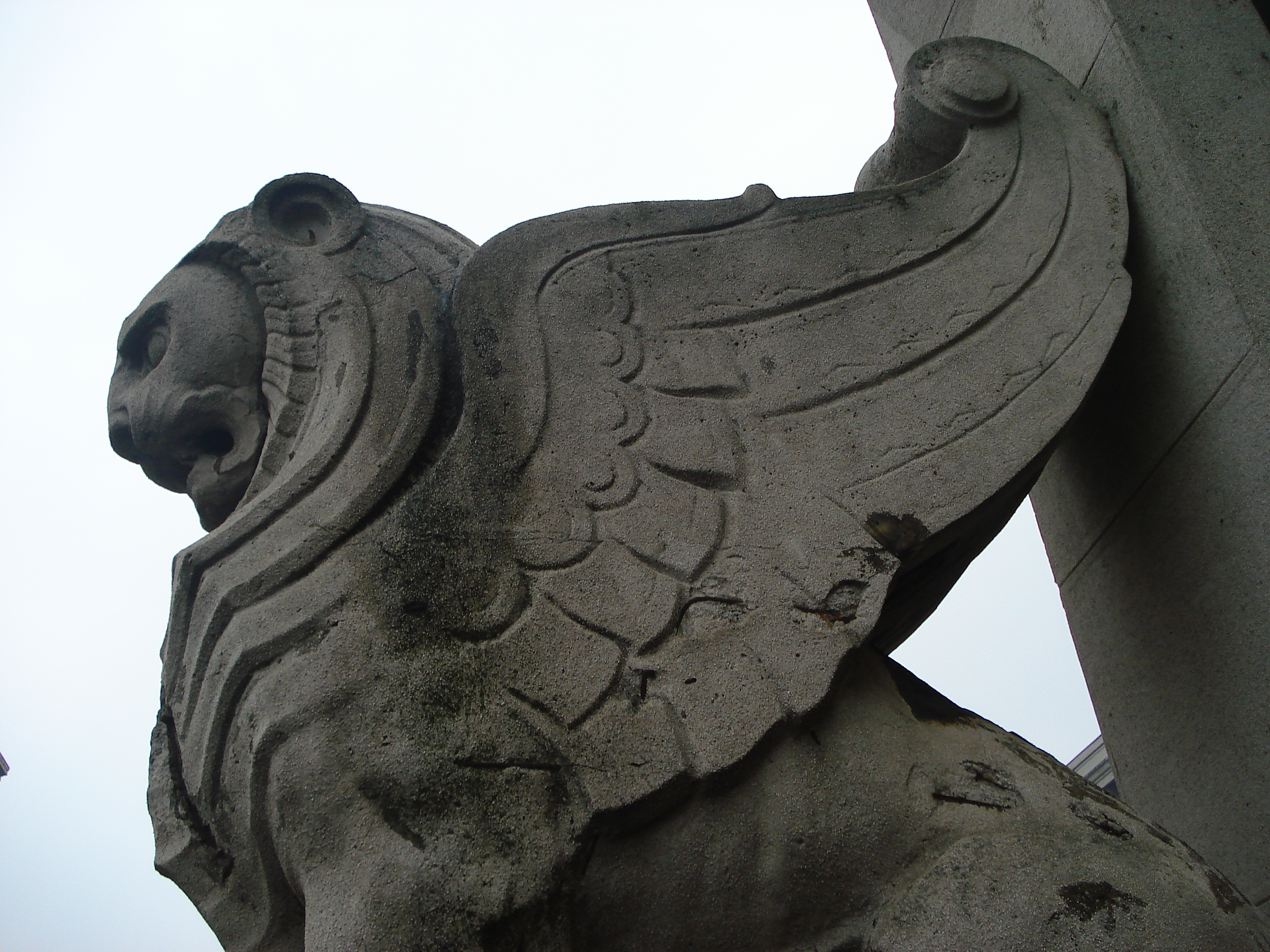
Skulptur aus Betonwerkstein am Mailänder Hauptbahnhof

Betonwerkstein sind laut DIN 18500-1:2022-10 Bauteile und Elemente aus bewehrtem oder unbewehrtem Beton, deren Sichtflächen werksteinmäßig bearbeitet oder besonders gestaltet sind und deren Beton unter Verwendung von Zement und Gesteinskörnungen hergestellt wurde und entsprechend Anforderungen dieser Norm zusammengesetzt ist. Die Bearbeitung erfolgt zum Beispiel durch Auswaschen der Zementpartikel, Sandstrahlen, Flammstrahlen, Spalten, Bossieren, Spitzen, Stocken, Scharrieren, Absäuern, Auswaschen und Schleifen. Diese Oberflächenbearbeitungen werden mit der Technologie zur Bearbeitung von Natursteinoberflächen hergestellt.
Geschliffener Betonwerkstein wird heute oft mit dem Begriff Terrazzo belegt, obwohl dieser streng genommen allein den vor Ort gegossenen und bearbeiteten Bodenbelag bezeichnet, der nicht aus vorgefertigten Teilen besteht.

## Allgemein

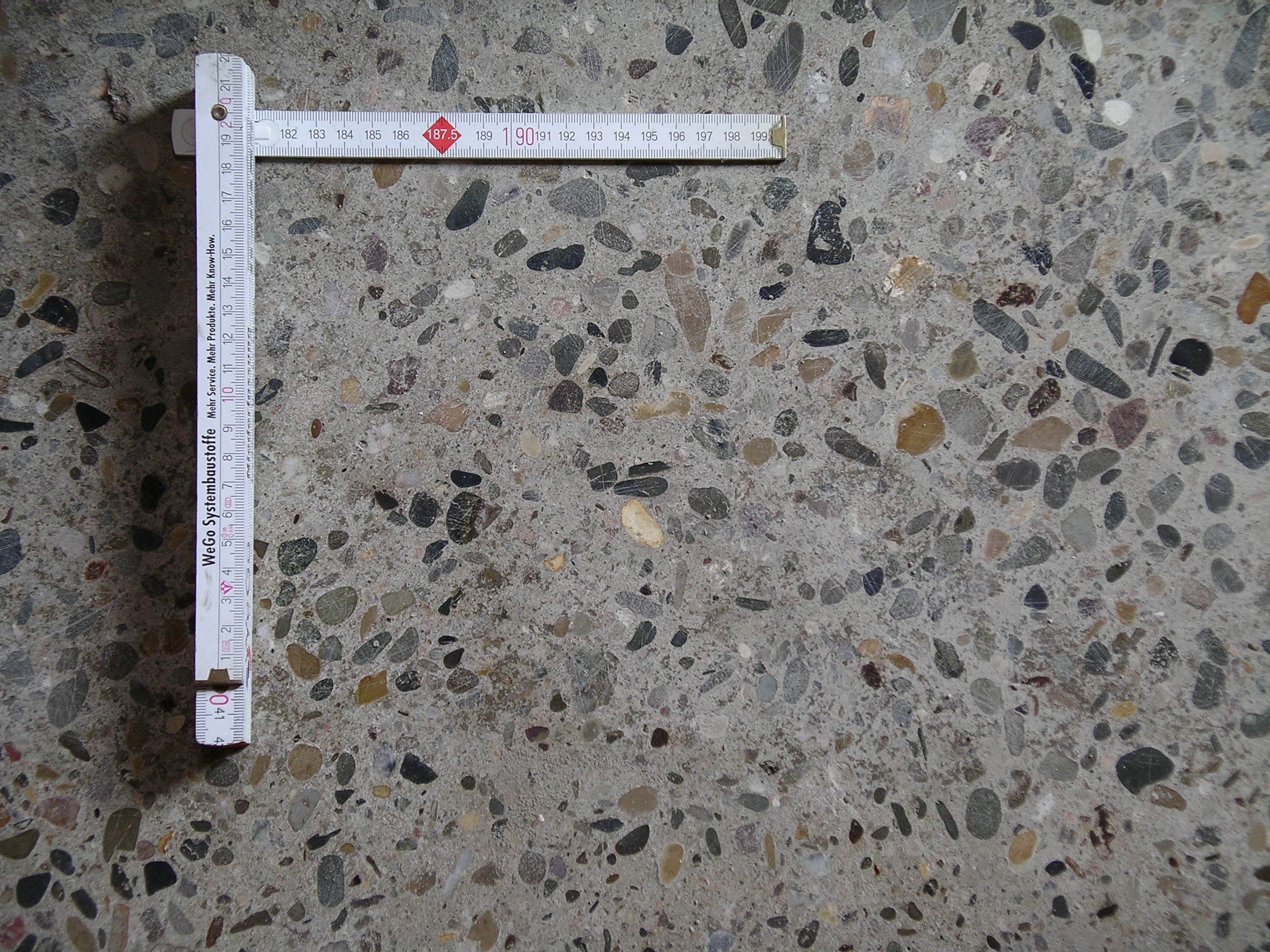
Grob angeschliffene Betonplatte

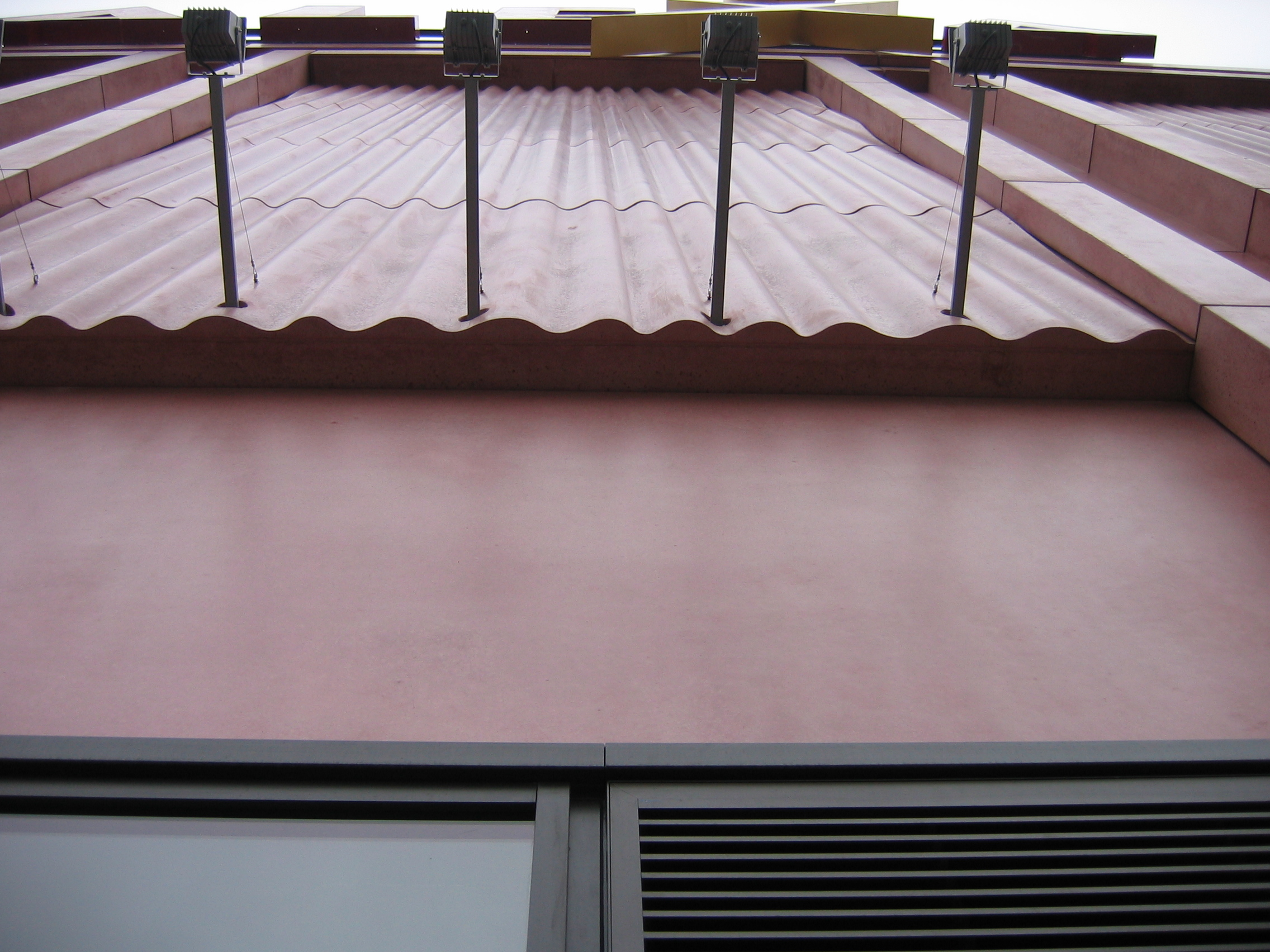
Rote Betonfassade

Eine besondere Gestaltung ergibt sich durch das Erhärten des Werkstücks in entsprechend ausgebildeten Schalungen oder Formen. Betonwerkstein ist nicht an eine zusätzliche Oberflächenbehandlung gebunden. Betonwerkstein kann einschichtig und mehrschichtig aus Kernbeton und Vorsatzbeton ausgeführt werden. Er wird unter Verwendung von Zement nach DIN 1164 und Zuschlägen hergestellt. Zu den einzelnen Produkten zählen Boden- und Treppenbeläge (siehe auch Betonplatte), Fassadenelemente, Balustraden, Zaunanlagen oder Einfriedungen und Sonderbauteile wie Grabsteine oder Skulpturen. Die plattenartigen Boden- und Wandbeläge aus bewehrtem oder unbewehrtem Beton können sowohl im Innen- als auch im Außenbereich verwendet werden. Ähnlich einem Naturstein ist eine absolut homogene Struktur nicht möglich. Es gibt immer Schwankungen in der Verteilung der Zuschlagsstoffe, die z. B. innerhalb einer Platte zu Helligkeitsunterschieden führen können. Ausschlaggebend ist auch die Farbe. Besonders helle und dunkle Betonwerksteine sind weniger auffällig als z. B. mittelgrau. Nach einiger Zeit kann durch pflegende Reinigung eine homogenere Optik erzielt werden.

## Bodenbelag
Die Sichtflächen von Bodenplatten werden in der Regel geschliffen, es werden aber auch ungeschliffene Platten angeboten. Die Mischung aus Zement, Zuschlagstoffen und Wasser ist sehr anpassungsfähig und kann verschiedene Formen und Stärken annehmen. Durch die Beimischung unterschiedlicher Zuschlagstoffe und Farbpigmente bei der Herstellung sind Betonwerksteine in vielfältigen Varianten, Formgebungen und Farbgebungen erhältlich. Daher ist die Auswahl an Mustern und Farben sehr groß. Durch unterschiedlichste Oberflächenbearbeitungen erhalten Betonwerksteine einen eigenen Charakter. Auch Platten mit angearbeiteter Wärmedämmschicht sind im Handel erhältlich.

### Sonderformen
Betonfußböden können ebenso auf vorhandene Böden gegossen und mit Stahlstäben bewehrt werden, wodurch die Festigkeit erhöht wird. Er benötigt allerdings etwa 28 Tage zum Aushärten. Der Belag kann nach vollständiger Austrocknung mit verschiedensten Methoden wie ein Terrazzo gepflegt werden.

### Eigenschaften
Gerade für Allergiker hat dieser glatte Boden, wie auch Naturstein und Keramik entscheidende Vorteile, da sich sowohl Staub mit daran haftenden Allergenen als auch Schadstoffe leicht und ohne große Aufwirbelungen durch nasses Wischen beseitigen lassen. Allerdings können Einpflegemittel ebenfalls allergen wirken. Durch entsprechende Zuschläge (Rußpartikel) können Betonwerksteinfußböden antistatisch wirken und dadurch in Krankenhäusern (Operationssäle) verwendet werden. Nachteilig ist, dass eine Desinfektion mit Mitteln auf Basis von Phosphorsäure nicht mehr durchgeführt werden kann. Organische Flecken (Blut, Wundwasser) können meist durch Enzymreiniger beseitigt werden; dagegen lassen sich jodhaltige Verschmutzungen i. d. R. nur mechanisch durch Abschleifen entfernen.

### Pflege und Reinigung
Bei der Pflege und Reinigung der Betonwerksteinplatten kann genau so wie im Artikel Terrazzo (siehe Terrazzo#Nachkriegszeit bis heute) dargestellt, vorgegangen werden. Zu beachten ist, dass es zur „modernen“ Einpflege in Privatbereichen mehrere Ansätze gibt, die je nach Unterbau unterschiedlich sind. Generell sollte Betonwerkstein vor einer Weiterbehandlung vollkommen ausgetrocknet sein, um Sekundärschäden und sogenannte „Tigerfelloptik“ zu vermeiden. In Gewerbeobjekten kann es durch falsche Einpflegemaßnahmen zu einer drastischen Verschlechterung der eingestellten Rutschsicherheit kommen.

## Wandbelag
Als großer Vorteil beim Verkleiden von Wänden hat der Betonwerkstein gegenüber dem Naturstein ein signifikant geringeres Gewicht. In der Praxis muss daher, wenn die Verwendung von Natursteinen geplant ist, der Aufbau der Wand verstärkt werden, um eine ausreichende Tragfähigkeit zu ermöglichen. Die Dimensionierung erweist sich also bedeutend schwerer für den verantwortlichen Bauingenieur. Betonwerkstein erweist sich als deutlich leichter in der Verarbeitung und kann entsprechend den Vorgaben produziert werden, während man bei Natursteinmauerwerk deutlich mehr Aufwand hat.

### Aufbau von Wänden aus Einzelsteinen
Die übliche Praxis ist, dass einzelne Betonsteine in Gussformen hergestellt wurden (siehe Betonplatte). Dabei wird eine Betonmasse in die Form eingefüllt und durch Beimengen eines Farbstoffs eingefärbt. Am Einsatzort werden die Steine durch eine Betonmasse an der Wand befestigt. Dieses Verfahren ist sehr komplex und erfordert zur korrekten Umsetzung einen Experten.

### Aufbau von Wänden als Paneele

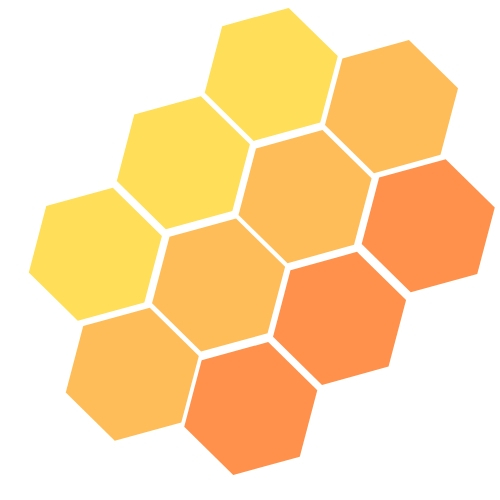
Modulsystemschema für den Aufbau eines Wandsystems mit vorgefertigten Paneelen

In den letzten Jahren geht der Trend eher zum Aufbau der Wandverkleidung aus Paneelen. Dabei wird ein Paneel an das andere gereiht und diese ergeben dann einen einheitlichen Wandaufbau. Der große Vorteil besteht in der Zeitersparnis und darin, dass auch eine Person, die nicht über Expertenwissen im Steinbau verfügt, diese montieren kann. In der Regel wird das Paneel zuerst an die Wand geschraubt und dann wird mit spezieller Fugenmasse der Spalt zwischen den Platten aufgefüllt.

## Normen und Standards
- DIN 18500 – Betonwerkstein; Begriffe, Anforderungen, Prüfung, Überwachung
- DIN 18333 – Betonwerksteinarbeiten